# Myotis velifer
Myotis velifer — вид рукокрилих роду Нічниця (Myotis).

## Поширення, поведінка
Країни проживання: Беліз, Сальвадор, Гватемала, Гондурас, Мексика, США (Аризона, Каліфорнія, Канзас, Невада, Нью-Мексико, Оклахома, Техас). Зустрічається від низовин до 3300 м. Цей вид зазвичай зустрічається в вічнозелених соснових або дубових лісах і в прибережних місцях проживання поблизу пустельного чагарника. Колонії складаються від 50 до 15 000 особин. Цей кажан покидає сідало близько 30 хвилин після заходу сонця і летить прямо до води, щоб попити перед годівлею. Як правило харчується трохи вище рослинності, з швидким, прямим польотом. Їжею є жуки, літаючі мурахи і метелики. Деякі північні популяції зимують взимку, інші мігрують.